# 1460
- Wikisource

| Calendário gregoriano                                                        | 1460 MCDLX                                           |
| Ab urbe condita                                                              | 2213                                                 |
| Calendário arménio                                                           | 909 – 910                                            |
| Calendário bahá'í                                                            | -384 – -383                                          |
| Calendário budista                                                           | 2004                                                 |
| Calendário chinês                                                            | 4156 – 4157 Início a 23 de janeiro (aproximadamente) |
| Calendário copta                                                             | 1176 – 1177                                          |
| Calendário etíope                                                            | 1452 – 1453                                          |
| Calendários hindus - Vikram Samvat - Calendário nacional indiano - Cáli Iuga | 1515 – 1516 1381 – 1382 4560 – 4561                  |
| Calendário Holoceno                                                          | 11460                                                |
| Calendário islâmico                                                          | 864 – 865                                            |
| Calendário judaico                                                           | 5220 – 5221                                          |
| Calendário persa                                                             | 838 – 839                                            |
| Calendário rúnico                                                            | 1710                                                 |
| Calendário solar tailandês                                                   | 2003                                                 |

1460 (MCDLX, na numeração romana) foi um ano bissexto do século XV do Calendário Juliano, da Era de Cristo, e as suas letras dominicais foram  F e E (52 semanas), teve início a uma terça-feira e terminou a uma quarta-feira.
| Ano completo                          |
| ------------------------------------- |
| Ano bissexto com início à terça-feira |

## Eventos
- Descoberta das ilhas Selvagens.
- Estadia de António de Mola na Ilha da Madeira.
- Destruição do Convento de São Bernardino em Câmara de Lobos por uma enchente de água.
- Chegada à Madeira de Rui Mendes Pereira.
- Atribuição de terras de sesmaria a João de Braga em Santo António no sitio chamado Laranjal.
- Senhorio do arquipélago da Madeira herdado por D. Fernando.
- Primeiras dadas de terra no território onde viria a nascer a freguesia dos Altares, Angra do Heroísmo.
- Álvaro Martins Homem, um dos primeiros povoadores de Angra do Heroísmo dá início a construção de duas ermidas, a de São Salvador (Actual Igreja de São Salvador) e a de Nossa Senhora da Conceição, (Actual igreja de Nossa Senhora da Conceição).
- Nomeação de Gonçalo Velho Cabral no cargo de capitão do donatário da ilha de Santa Maria e da ilha de São Miguel e Doação das mesmas ilhas à Ordem de Cristo.
- Doação da ilha Terceira e da ilha Graciosa à Ordem de Cristo.
- Entrega do Senhorio das ilhas açorianas de Flores e Corvo ao Infante D. Fernando.
- É Iniciada a construção da primeira Igreja de São Jorge das Velas por força do testamento do Infante D. Henrique. Em 1659 é sujeita a obras de restauro e manutenção que deram origem ao templo actualmente existente.[1][2][3]
- É feita a criação da Velas por força do testamento do Infante D. Henrique.
- Erupção vulcânica nas Sete Cidades, ilha de São Miguel. Não há notícias seguras sobre esta erupção, não se conhecendo a localização precisa e os efeitos produzidos.
- O navegador português Pedro de Sintra chega a costa da moderna Serra Leoa
- Um monge, Leonardo da Pistoia, chega a Florença, vindo da Macedônia com o Corpus Hermeticum.
- Cai o último déspota da Moreia, último pedaço de terra bizantino na Europa
- Piero della Francesca pinta o quadro Maria Madalena
- Cosme de Médici adquire o Corpus Hermeticum, um manuscrito grego de Hermes Trismegisto, trazido para a Itália por Leonardo da Pistoia, e que haveria de causar grande influência sobre o pensamento renascentista do Leste Europeu, e que foi traduzido por Marsilio Ficino.
- Andrea Mantegna se muda para Mântua onde se torna pintor da Família Gonzaga por mais de quarenta anos.

### Fevereiro
- 10 de Fevereiro - Casamento de Federico da Montefeltro (1422-1482) com Battista Sforza, filha de Alessandro Sforza, Senhor de Pésaro e sobrinha de Francisco, Duque de Milão.

### Março
- 05 de Março - Cristiano I da Dinamarca edita o Tratado de Ribe
- 05 de Março - Cristiano I, Rei da Dinamarca, declara a união das províncias de Schleswig e Holstein.
- 06 de Março - Pelo Tratado de Alcáçovas, Portugal cede as Ilhas Canárias para Castela em troca de reivindicações na África Oriental.

### Abril
- 04 de Abril - Fundação da Universidade de Basileia, por iniciativa de Francisco II, Duque da Bretanha.  É a mais antiga universidade da Suíça. Inauguração da Universidade de Basileia

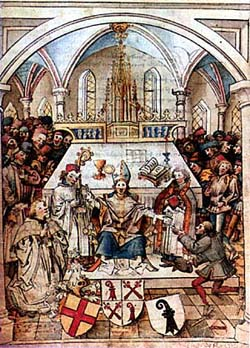
Inauguração da Universidade de Basileia

### Maio
- 01 de Maio - Descoberta da Ilha de Cabo Verde
- 09 de Maio - Palácio episcopal de Atrecht, na França sofre incêndios misteriosos, desencadeando um processo de caça às bruxas pela Inquisição, supervisionados por Pedro Brussardo[4] e Nicholas Jacquier[5] (1402-1472).

### Julho
- 04 de Julho - Os canhões da Torre de Londres, ainda nas mãos dos Lancasters, são disparados contra a cidade de Londres, dominadas pelos Yorkistas.
- 07 de Julho - Batalha de Sarno[6], vitória de João II de Anjou, também conhecido como João da Calábria (1425-1470) sobre Ferdinando I de Nápoles
- 10 de julho – Guerra das Rosas – Batalha de Northampton: O Conde de Warwick vence novamente e Henrique VI é feito prisioneiro
- 27 de Julho - Batalha de São Fabiano[7], Depois da derrota na Batalha de Sarno quase todas as terras napolitanas foram entregues aos angevinos. O rei Ferdinando de Nápolis, abandonado pelos seus barões e seguido somente por alguns fiéis, se retirou com o resto do seu exército para Nápoles, esperando reforços das tropas milanesa e papal que estavam para chegar com Alessandro Sforza (1409-1473) e Federico, Duque de Urbino; mas estes dois comandantes militares, no dia 27 de Julho, depois de uma batalha que durou sete horas contra as mílicias de Jacopo Piccinino[8] (1423-1465) em San Fabiano, perto de Áscoli, tiveram de se retirar para além de Tronto, e Piccinino, fez uma incursão para Sabina e tomou Palombara e Tívoli, em seguida, chegou em Abruzzo, unindo-se, assim, as suas forças com as de João de Anjou.

### Agosto
- 03 de Agosto - Escoceses invadem e arrasam Roxburgh: O Castelo Roxburgh era uma das últimas fortalezas inglesas na Escócia e Jaime II comandava um grande exército e vários canhões para tomá-lo.  A vitória estava quase próxima quando um dos canhões do rei explodiu, matando-o.  Não obstante, o seu exército tomou o castelo.  Maria de Guelders, a mãe do rei, ordenou que o castelo fosse destruído após a sua captura.

### Dezembro
- 3 de dezembro - Alterações políticas com a doação da ilha de São Jorge, da ilha Terceira, ilha Graciosa, ilha de São Miguel e ilha de Santa Maria ao infante D. Fernando.
- 16 de Dezembro - Batalha de Worksop: foi um combate durante a Guerra das Rosas, perto da cidade de Worksop, Nottinghamshire, cuja parte da campanha desencadeou a Batalha de Wakefield.
- 30 de dezembro – Episódio da Guerra das Rosas – Batalha de Wakefield: O exército dos Lancasters sob o comando de Henry Beaufort, 3º Duque de Somerset, e Henry Percy, 3º Conde de Northumberland, derrota o exército comandado por Richard, Duque de York e seu filho, Edmundo, Conde de Rutland (1438-1471).  O comandante Yorkista foi morto durante a batalha.  Eduardo, (1442-1483) o filho do duque de York, torna-se líder dessa facção.

## Nascimentos
- 08 de Abril - Juan Ponce de León, explorador espanhol e fundador da Flórida (m. 1521)
- 10 de Abril - Frederico de Tréveris,[9] cânone em várias cidades da Alemanha, filho de Friedrich I von Simmern (1417-80), príncipe-palatino (m. 1518)
- 03 de Maio - Raffaele Riario, cardeal italiano (m. 1521)
- 08 de Maio - Frederico V de Brandemburgo,[10] filho de Alberto III Aquiles (1414-1486) (m. 1536)
- 01 de Junho - Eno I da Frísia Oriental, (m. 1491)
- 30 de Junho - Cecily Bonville, 7ª Baronesa Harington, (m. 1529)
- 14 de Setembro - Bernardino Fungai, pintor italiano (m. 1516)
- 29 de Setembro - Louis II de la Trémoille, comandante militar francês (m. 1525)
- 15 de Novembro - Luís, o Jovem, Príncipe de Hesse,[carece de fontes?] filho de Henrique III,[11] (1441-1483), landgrave de Hesse (m. 1478)
- Arnolt Schlick,[12] compositor e organista alemão (m. 1521)

### Datas Incompletas

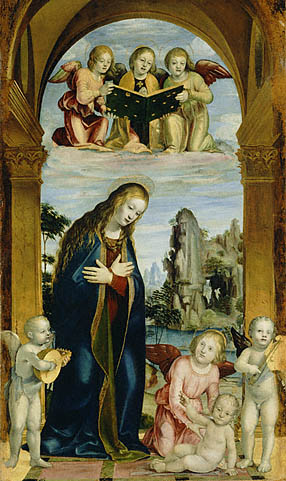
Bernardino Zenale (1460-1526)

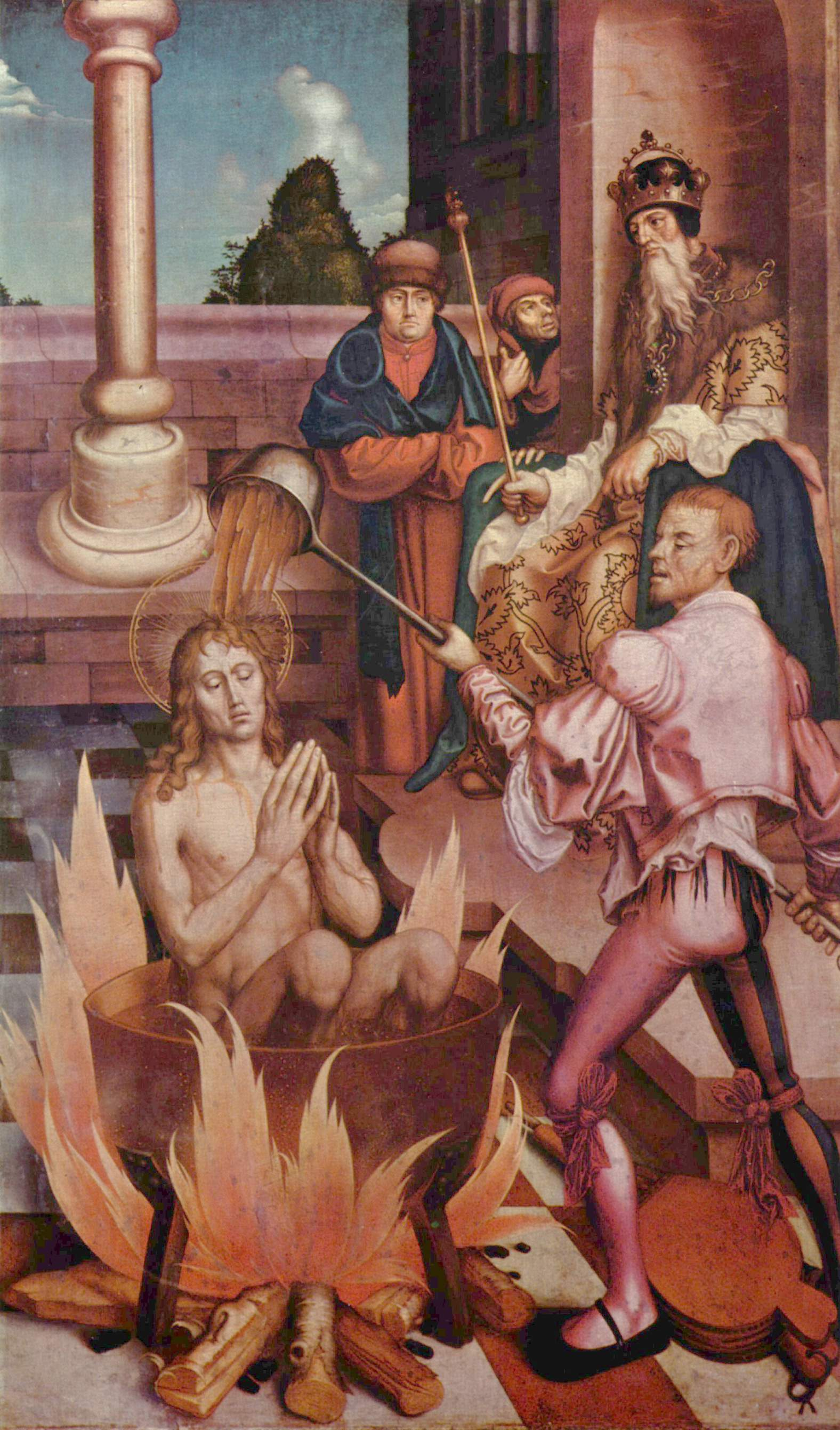
Hans Fries (1460-1523)

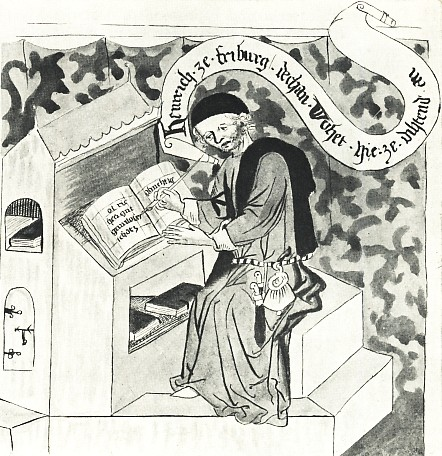
Heinrich von Laufenberg
(1390-1460)

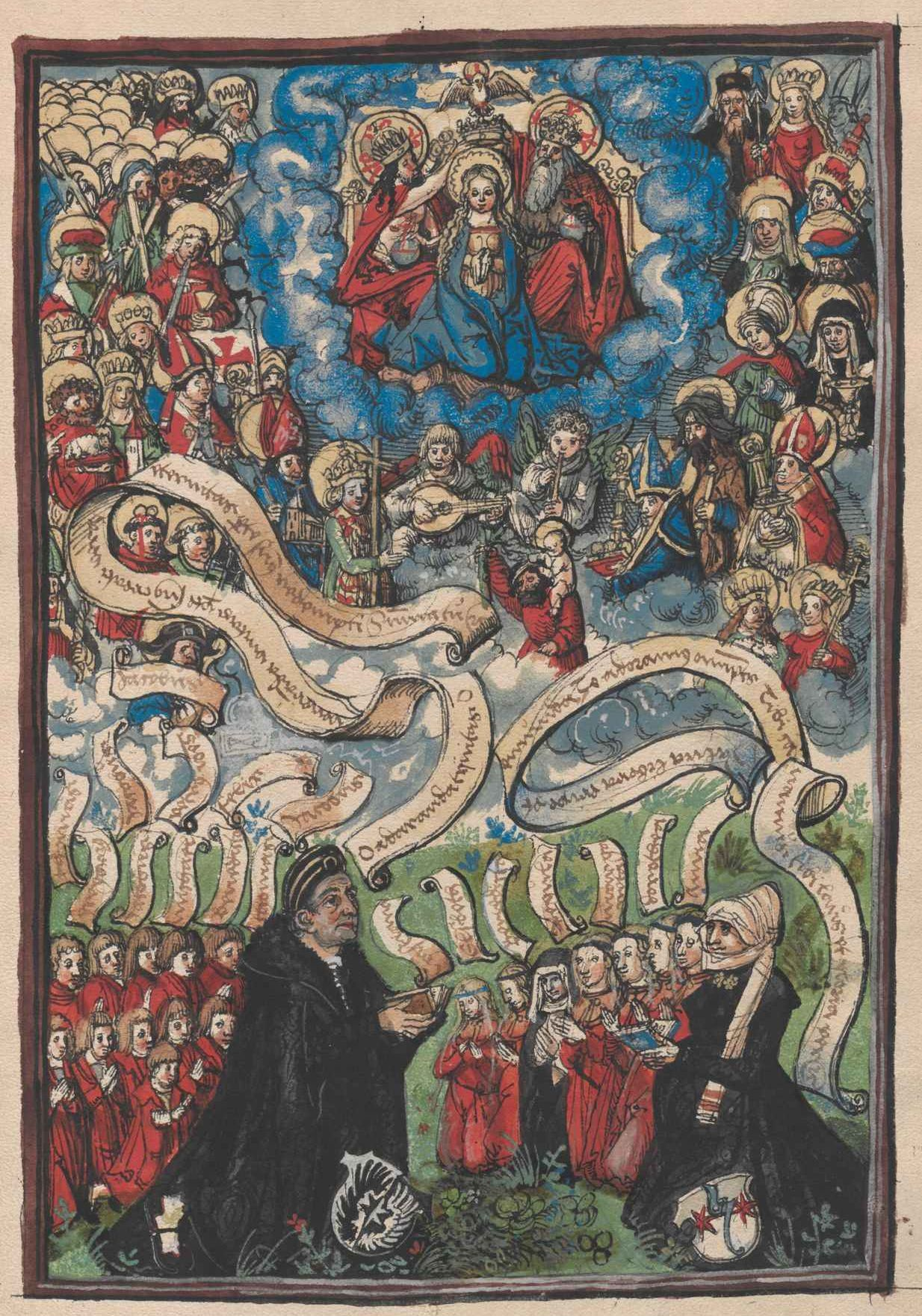
Jakob Mennel (1460-1526)

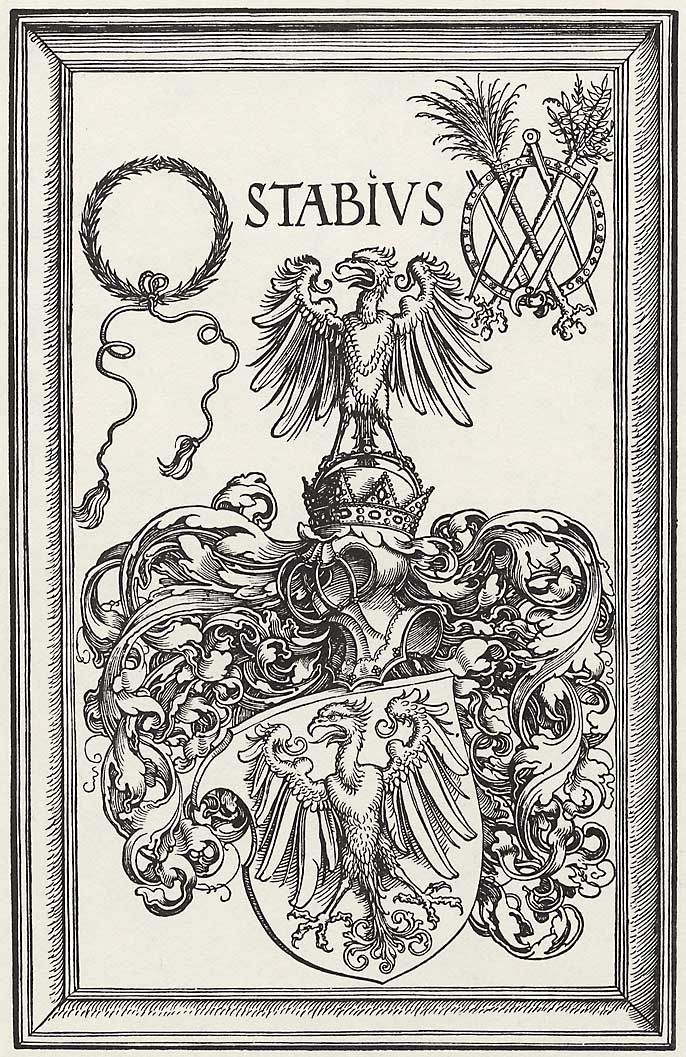
Brasão de Johannes Stabius, feita por Albrecht Dürer

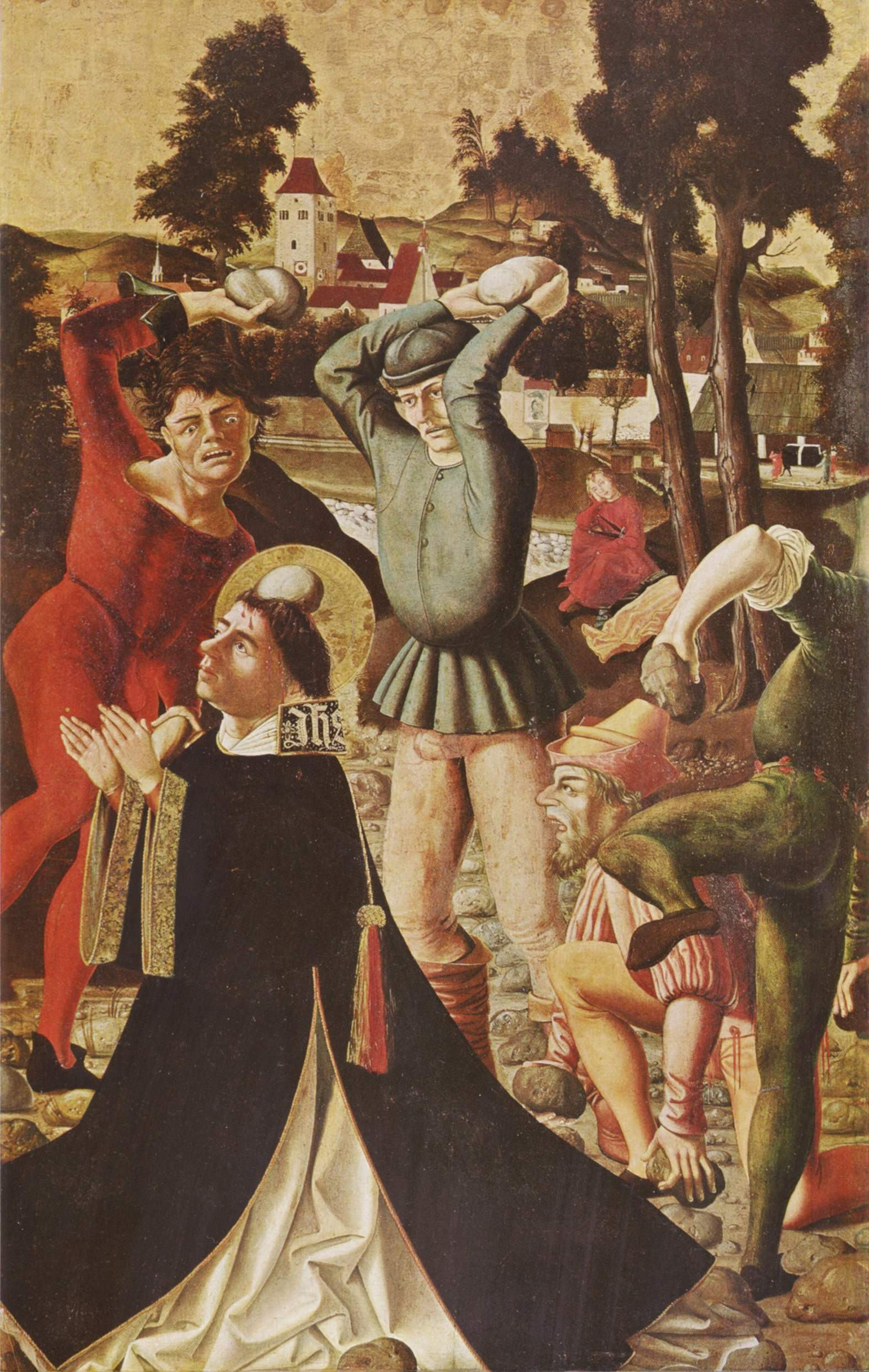
O Apedrejamento
de Santo Estêvão
de Marx Reichlich (1460-1520)

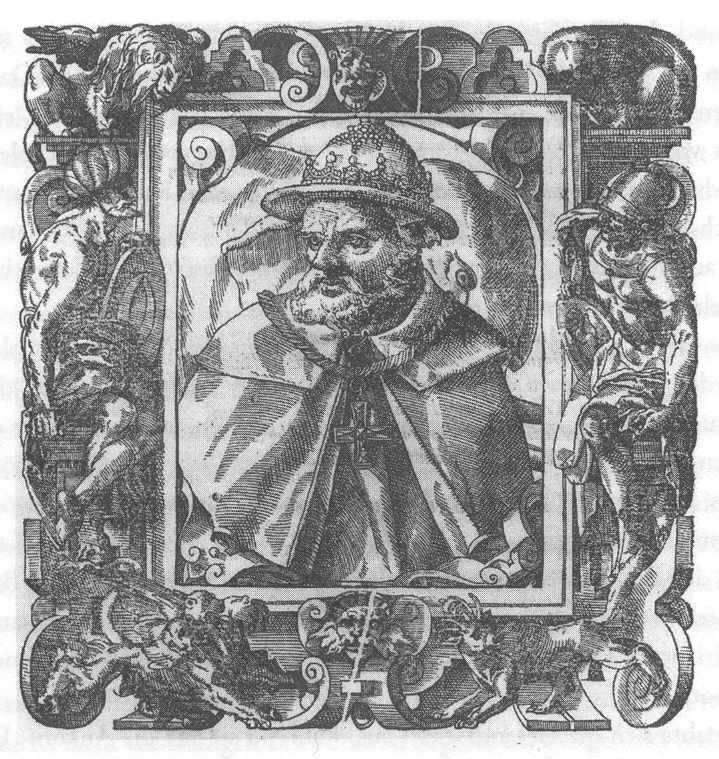
Tristão da Cunha (1460-1540)

| - Adolf Daucher, o velho, escultor austríaco (m. c1524) - Afonso de Aragão, Bispo de Chieti (m. 1510) - Alonso Manso, Bispo de Porto Rico (m. 1539) - Ana, Condessa de Isenburg-Büdingen, casada com o Conde Philipp von Hanau-Lichtenberg (1422-1511 (m. 1522) - Andrea Solari, pintor italiano (m. 1524) - Andreas Nawer, sacerdote e tradutor de obras latinas (m. 1506) - Pier Jacopo Alari Bonacolsi, escultor e ourives italiano (m. 1528) - Antoine Bohier Du Prat, cardeal francês e arcebispo de Bourges (m. 1519) - Antoine Brumel, compositor flamengo (m. 1515) - Anton Pilgram, arquiteto e escultor austríaco (m. 1515) - Bartold Moller, teólogo católico e reitor da Universidade de Rostock (m. 1530) - Bartolomeo Colombo, navegador italiano (m. 1514) - Battista Lomellini, 40º Doge da República de Gênova (m. 1537) - Behzād, pintor e erudito persa (m. 1535) - Benedetto Buglioni, escultor italiano (m. 1521) - Benedetto Rusconi, pintor italiano (m. 1525) - Bernardino Lanzani, pintor italiano (m. 1530) - Bernardino Loschi, pintor italiano (m. 1540) - Bernardino Zenale, pintor e arquiteto italiano (m. 1526) - Blasius Hölzl, financista, secretário e conselheiro do imperador Maximiliano I (m. 1526) - Charles Somerset, 1º Conde de Worcester (m. 1526) - Christoph von Schroffenstein, arcebispo de Brixen (m. 1521) - Costanza d'Avalos, nobre italiana (m. 1541) - Crisostomo Colonna, poeta, humanista e político italiano (m. 1528) - David von Winkelsheim, Abade do Monastério suíço de Stein am Rhein (m. 1526) - Diebold Schilling, o Jovem, teólogo, cronista e historiador suíço (m. 1515) - Dietrich Hohusen, burgomestre de Hamburgo (m. 1546) - Dietrich von Bülow, Bispo de Lebus, no distrito de Brandemburgo, Alemanha. (m. 1523) - Domenico Panetti, pintor renascentista italiano (m. 1530) - Edward Sutton, 2º Barão Dudley (m. 1532) - Elijah Delmedigo, filósofo italiano (m. 1497) - Fabrizio I Colonna, militar e príncipe italiano (m. 1520) - Fadrique Álvarez de Toledo, 2º Duque de Alba (m. 1531) - Filippo di Antonio Filippelli, pintor italiano (m. 1506) - Francesco Bonsignori, pintor italiano (m. 1519) - Francesco del Giocondo, pintor florentino e marido da Mona Lisa (m. 1539) - François Tissard, humanista e filólogo clássico francês, foi professor de grego e hebreu na Universidade de Paris (m. 1508) - Geertgen tot Sint Jans, pintor holandês (m. 1490) - Gerard David, pintor neerlandês (m. 1523) - Gilberto Borromeo, político italiano, adversário de Ludovico, o Mouro (m. 1508) - Giovan Battista Pio, humanista, poeta e filólogo italiano (m. 1540) - Giovanni Andrea De Magistris, pintor italiano (m. 1532) - Giovanni Battista Cima, pintor italiano (m. c1518) - Giovanni Boccardi, miniaturista italiano (m. 1529) - Goswin van Halen, humanista, filólogo e bibliófilo holandês (m. 1530) - Hans Fries, pintor suíço (m. 1523) - Hans Fyoll, pintor alemão (m. 1531) - Hans Holbein, o Velho, pintor alemão (m. 1524) - Hans Jakob Grebel, pai de Conrad Grebel (1498-1526) e fundador do Anabatismo suíço (m. 1526) - Hans Leu, o Velho, pintor suíço (m. 1507) - Hans Schobser, livreiro e impressor alemão (m. 1530) - Hans Tugy, construtor de órgãos suíço (m. 1520) - Heinrich von Laufenberg, sacerdote, compositor e poeta alemão (n. c1390) - Heinricus Scheibe, jurista e professor de direito da Universidade de Leipzig (m. 1531) - Henning von der Heide, escultor alemão (m. 1521) - Henricus Stephanus, publicador e livreiro francês (m. 1520) - Henrique IV de Braunschweig-Grubenhagen (m. 1526) - Hermann Barckhusen, jurista, editor e livreiro alemão (m. 1529) - Hieronymus Bosch, pintor holandês (m. 1516) - Hieronymus Schulz, também conhecido como Hieronymus Scultetus, Bispo de Brandemburgo (m. 1522) - Hieronymus von Croaria, jurista alemão e reitor da Universidade de Tübingen (m. 1527) - Jacob van Hoogstraaten, teólogo, inquisidor e dominicano flamengo, foi adversário de Lutero (m. 1527) - Jacobus Montanus, teólogo, humanista e reformador (m. 1534) - Jakob Elsner, pintor e autor de iluminuras alemão (m. 1517) - Jakob Heller, burgomestre de Frankfurt am Main (m. 1522) - Jakob Lemp, teólogo evangélico (m. 1532) - Jakob Mennel, jurista, historiador e professor da Universidade de Basileia (m. 1526) - Jakob Questenberg, humanista alemão (m. 1527) - Jean Despautère, também chamado de Jean van Pauteren, humanista flamengo e autor de várias obras sobre gramática latina (m. 1520) | - Jean Mauburne, musicógrafo belga (m. 1503) - João da Nova, explorador português e descobridor da Ilha de Santa Helena (m. 1509) - Jodocus Trutfetter, teólogo, retórico e filósofo alemão (m. 1519) - Johann II., Duque de Oppeln, (m. 1532) - Johann Krachenberger, humanista, diplomata, jurista e historiador austríaco (m. 1518) - Johann Schenk zu Schweinsberg, chefe de estado alemão e conselheiro imperial (m. 1506) - Johannes Altenstaig, teólogo, humanista alemão e publicista contrário à reforma (m. 1525) - Johannes Frobenius, impressor e publicador suíço (m. 1527) - Johannes Hugo, clérigo e humanista alemão (m. 1504) - Jan Mombaer, teólogo holandês e compositor de hinos (m. 1501) - Johannes Prioris, compositor franco-flamengo (m. 1514) - Johannes Stabius, humanista, historiador e naturalista alemão (m. 1522) - Johannes Widmann, matemático alemão (m. c1498) - Johannes Winterburger, livreiro austríaco (m. 1519) - Jorge I de Amboise, cardeal e Arcebispo de Rouen (m. 1510) - Josef Horlenius, humanista alemão (m. 1521) - Juan de Flandes, pintor holandês (m. 1519) - Juan Pérez De Gijón, compositor espanhol (m. 1500) - Konrad Summenhard, jurista, humanista e professor de teologia da Universidade de Tübingen (m. 1502) - Konrad Wimpina, teólogo católico e humanista alemão (m. 1531) - Konstanty Ostrogski, príncipe da Lituânia (m. 1530) - Leão de Rosental (em tcheco: Zdeněk Lev z Rožmitálu), fidalgo, juiz e embaixador tcheco (m. 1535)) - Lorenz Lechler, arquiteto alemão (m. 1538) - Lorenzo Costa, o Velho, pintor italiano (m. 1535) - Ludovico Gonzaga, Bispo de Mântua, (m. 1511) - Ludovico Urbani, pintor italiano (m. 1493) - Ludwig Juppe, entalhador e escultor alemão (m. 1538) - Lukáš Pražský, bispo e autor tcheco (m. 1528) - Magdalena de Brandemburgo, Condessa de Hohenzollern (m. 1496) - Marbrianus de Orto, sacerdote e compositor franco-flamengo (m. 1529) - Martin Chambiges, arquiteto francês (m. 1532) - Martin Plantsch, teólogo católico e professor de teologia da Universidade de Tübingen (m. 1533) - Marx Reichlich, pintor religioso austríaco (m. 1520) - Maurice O'Fihely, também conhecido como Mauritius Hibernicus, foi humanista e Arcebispo de Tuam, na Irlanda (m. 1513) - Mestre de Frankfurt, pintor flamengo (m. 1533) - Nicolás de Ovando, militar e explorador espanhol (m. 1511) - Nikolaus Rutze, teólogo católico alemão (m. 1514) - Paolo Zane, bispo católico italiano (m. 1531) - Paul Heinrich von Blankenfelde, (m. 1532) - Paul Scriptoris, teólogo e franciscano alemão (m. 1505) - Paul von Lichtenstein, Barão de Castelcorn e chefe de estado austríaco (m. 1513) - Paulus Emilius, historiador italiano (m. 1514) - Paulus Niavis, humanista e pedagogo alemão (m. 1514) - Pedro de Córdoba, missionario espanhol e inquisidor na Ilha de Hispaniola (m. 1521) - Pedro Navarro, comandante militar e arquiteto espanhol (m. 1528) - Peter Maier, arquivista, historiador e secretário do príncipe-bispo de Trier Richard von Greiffenclau, (1467-1531) (m. 1542) - Peter Vischer, o Velho, escultor e fundidor de metais na Idade Média (m. 1529) - Petrus Galatinus, Pietro Colonna Galatino, filósofo, teólogo e orientalista italiano (m. 1540) - Řehoř Hrubý z Jelení, humanista, tradutor e escritor tcheco (m. 1514) - Richard Whiting, mártir e abate de Glastonbury, foi esquartejado (m. 1539) - Robert Guibé, cardeal francês (m. 1513) - Roberto da Montevarchi, pintor italiano (m. 1522) - Rodrigo de Bastidas, explorador e condottiero espanhol (m. 1527) - Sebastián de Almonacid, escultor do renascimento espanhol (n. 1526) - Sebastiano Mainardi, pintor italiano (m. 1513) - Sofia de Pomerânia-Wolgast, Duquesa de Mecklemburgo (m. 1504) - Svante Nilsson, regente da Suécia (m. 1512) - Sylvester Mazzolini, teólogo italiano (m. 1523) - Theodoricus Block, médico, teólogo católico e humanista alemão, foi professor da Universidade de Rostock (m. 1524) - Theodoricus Ulsenius, médico, poeta e humanista alemão (m. 1508) - Thomas Linacre, médico, erudito e matemático britânico (m. 1524) - Tilmann Riemenschneider, escultor alemão (m. 1531) - Tommaso Rodari, escultor e arquiteto suíço (m. 1525) - Tristão da Cunha, navegador e explorador português (m. 1540) - Ulrich von Dinstedt, jurista e teólogo alemão (m. 1525) - Valentin Lendenstreich, pintor e escultor alemão (m. 1506) - Vicente Yáñez Pinzón, navegador e explorador espanhol (m. 1523) - Viktorin Kornel ze Všehrd, jurista e decano da Universidade de Praga (m. 1520) - Vittore Carpaccio, pintor italiano (m. 1526) - Vittore Gambello, escultor e medalhista italiano (m. 1537) - Wilhelm Pleydenwurff, pintor, gravador e ilustrador alemão (m. 1494) - Wilhelm von Isenburg-Grenzau, diplomata, teólogo e marechal da Ordem dos Cavaleiros Teutônicos (m. 1535) - Wilm Dedeke, pintor alemão (m. 1528) |

## Mortes

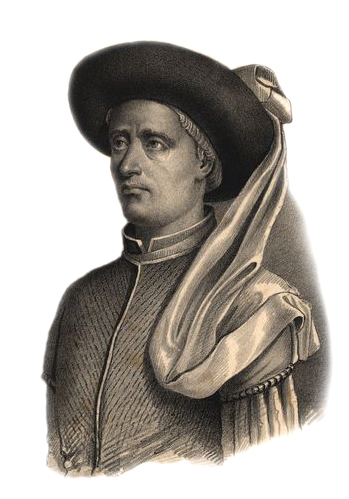
Henrique, o Navegador

| - 14 de Janeiro - Adelheid von Plassenberg, abadessa do Monastério de Himmelkron, Diocese de Bamberg, na Alemanha. - 30 de Janeiro - Petr Chelèický, reformador alemão (n. 1390) - 14 de Fevereiro - Ladislau de Glogóvia, em tcheco Vladislav Těšínsko-Hlohovský', Duque de Teschen e Głogów, filho de Boleslau I (n. 1420) - 17 de Fevereiro - John Grey, lord Yorkista inglês que morreu durante um episódio da Batalha de Santo Albano contra os Lancastrianos na Guerra das Rosas. (n. 1432) - 24 de Fevereiro - Olaus Magni (n. 1405) - 29 de Fevereiro - Alberto III, o Pio, Duque da Baviera-Munique, (n. 1401) - 06 de Março - Cristoforo I Torelli, Conde de Guastalla e de Montechiarugolo. - 26 de Março - Maffeo Contarini, patriarca católico italiano. - 31 de Março - Heinrich von Laufenberg, eclesiástico e poeta medieval alemão (n. 1390) - 14 de Abril - Giovanni Castiglione, cardeal e bispo de Pávia (n. 1420) - 20 de Abril - Werner von der Schulenburg, chefe de estado da Pomerânia (m. 1515) - 26 de Abril - Johann III. von Werdenberg-Sargans, casado com Elisabeth von Württemberg (1412–1476) (n. 1413) - 09 de Maio - Jean Lavite, pintor francês da cidade de Arras, queimado vivo por heresia. - 29 de Maio - Bolko V., Duque de Oppeln, também conhecido como Boleslau V, o Hussita (n. 1400) - 10 de Julho - Humphrey Stafford, 1º Duque de Buckingham (n. 1402) - 10 de Julho - John Talbot, 2º Conde de Shrewsbury (n. 1417) - 10 de Julho - Thomas Percy, 1º Barão de Egremont (n. 1422) - 24 de Julho - Arcangelo Piacentini, presbítero e religioso italiano (n. 1390) - 24 de Julho - Geminiano Inghirami, humanista, jurista, religioso e mecenas italiano (n. 1371) - 03 de Agosto - Jaime II da Escócia, acidentalmente, durante a explosão de um canhão em Roxburgh (n. 1430) - 06 de Agosto - Bartholomäus Blume, burgomestre de Marienburg (n. 1410) - 09 de Agosto - Alfonso de Bragança, primogênito de D. Afonso, 9º Conde de Barcelos e 1º Duque de Bragança (n. 1402) | - 11 de Agosto - Heymericus de Campo, erudito e escolástico holandês (n. c1395) - 20 de Setembro - Gilles Binchois, também conhecido como Gilles de Bins, compositor franco-flamengo (n. 1400) - 25 de Setembro - Catarina de Hanau, filha de Reinardo de Hanau (1369-1451) (n. 1408) - 30 de Setembro - James, 2º Lord Forbes, barão escocês, filho de Alexander Forbes, (1380-1448) (n. 1424) - 15 de Outubro - Sir William Raleigh, par da Inglaterra, filho de John Raleigh (c.1382 - c.1431) (n. 1405) - 25 de Outubro - Luís Alimbrot, pintor flamengo (n. 1410) - 14 de Outubro - Sawa Vishersky, (em russo Савва Вишерский), fundador do monastério de Sawa Vishersky canonizado em 1549 (n. 1480) - Novembro - William Oldhall, militar inglês e adepto dos Yorkistas, atuou como porta-voz na Casa dos Comuns da Inglaterra entre 1450-51 (n. 1390) - 13 de Novembro - Henrique, o Navegador, patrono das navegações portuguesas e fundador da Escola de Sagres (n. 1394) - 20 de Novembro - Ulrich Eyczing, político e regente da Áustria (n. 1398) - Novembro ou Dezembro - Bernhard Strigel, pintor alemão (m. 1528) - 14 de Dezembro - Guarino de Verona, humanista e erudito italiano (n. 1370) - 30 de Dezembro - William Bonville, 6º Barão Harington (n. 1442) - 31 de Dezembro - Edmundo, Conde de Rutland, Lord Chanceler da Irlanda (n. 1443) - 31 de Dezembro - Richard Neville, 5º Conde de Salisbury, decapitado. (n. 1400) |

### Datas Incompletas
1. Conrad Laib,[85] pintor alemão (n. 1410)
2. Francesco II Acciajuoli, último duque de Atenas
3. Gonçalo Velho Cabral, navegador português e povoador dos Açores, nascera em 1390.
4. Israel Isserlein, erudito judeu alemão (n. 1390)
5. James Primadicci,[86] diplomata papal encarregado de promover a paz entre a Igreja da Armênia e a Santa Sé. (n. c1400)
6. Matthias Grünewald, pintor do renascimento alemão
7. Reginald Pecock[87], prelado inglês e Bispo de Chichester (n. 1395)
8. Tammo von Bocksdorf,[88] jurista alemão (n. 1399)